# 海賊戦隊ゴーカイジャーVS宇宙刑事ギャバン THE MOVIE
- スーパー戦隊シリーズ > 海賊戦隊ゴーカイジャー > 海賊戦隊ゴーカイジャーVS宇宙刑事ギャバン THE MOVIE
- メタルヒーローシリーズ > 宇宙刑事シリーズ > 宇宙刑事ギャバン > 海賊戦隊ゴーカイジャーVS宇宙刑事ギャバン THE MOVIE

『海賊戦隊ゴーカイジャーVS宇宙刑事ギャバン THE MOVIE』（かいぞくせんたいゴーカイジャー たい うちゅうけいじギャバン ザ ムービー）は、2012年1月21日より東映系で公開された、特撮テレビドラマ「スーパー戦隊シリーズ」の『海賊戦隊ゴーカイジャー』と宇宙刑事シリーズの『宇宙刑事ギャバン』の劇場版作品。

## 概要
スーパー戦隊35作記念および宇宙刑事シリーズ30周年記念作品。スーパー戦隊シリーズ第35作『海賊戦隊ゴーカイジャー』と宇宙刑事シリーズ・メタルヒーローシリーズ第1作『宇宙刑事ギャバン』のクロスオーバー作品であり、『劇場版 炎神戦隊ゴーオンジャーVSゲキレンジャー』から続く『スーパー戦隊祭』の第4弾。
スーパー戦隊と宇宙刑事の映像作品でのクロスオーバーは初となる。スーパー戦隊VSシリーズは基本的に放送時の当年度と前年度の作品が共演するのが慣例だったが、『ゴーカイジャー』の前作である『天装戦隊ゴセイジャー』とは『ゴーカイジャー ゴセイジャー スーパー戦隊199ヒーロー大決戦』にて既に共演済みかつ同作に事実上『ゴーカイジャーVSゴセイジャー』に相当する内容もあったことや、2012年は宇宙刑事シリーズが誕生してから30周年となる節目であり、前述の通りスーパー戦隊シリーズ35作と宇宙刑事シリーズ30周年のダブル記念作として本作品が制作された。同時に本作品を足掛かりに同年10月公開の『宇宙刑事ギャバン THE MOVIE』が制作された。
また、過去の「スーパー戦隊祭」の慣例通り、新戦隊『特命戦隊ゴーバスターズ』が放送開始に先駆けて先行登場している。
全国263スクリーンで公開され、2012年1月21、22日の初日2日間で興収1億6,075万円、動員15万9,227人になり映画観客動員ランキング（興行通信社調べ）で初登場第2位となった。

## ストーリー
ゴーカイジャーがゴーカイガレオンで航行中、突如巨大な宇宙船が出現。その上に、白銀に輝くコンバットスーツの戦士が立つ。彼こそ全銀河にその名を知られる宇宙刑事ギャバンであった。ギャバンの圧倒的な強さにゴーカイジャーの5人は敗れ逮捕された。
だが、ギャバンはザンギャックの魔空監獄・獄長アシュラーダの狡猾な陰謀に巻き込まれており、アシュラーダはギャバンを用済みとばかりに魔空空間に引きずり込んでしまった。ギャバンと鎧の協力を得て死地を脱出したゴーカイジャーの5人は、未だ脱獄した者がいない魔空監獄に囚われたギャバンを救うために乗り込んでいく。

## 登場人物

### 宇宙警察
ギャバンが所属する組織は、テレビシリーズ『宇宙刑事ギャバン』や映画『宇宙刑事ギャバン THE MOVIE』では「銀河連邦警察」だが、本作品では「宇宙警察」と呼称されている。
一条寺 烈
かつて宇宙犯罪組織マクーから地球を守った伝説の宇宙刑事。宇宙刑事シリーズの登場人物を参照。
先輩である曙と青梅には敬語で話している。

宇宙警察総裁ウィーバル
ギャバンにゴーカイジャーの逮捕を命じるが、その正体はザンギャックが宇宙警察を乗っ取るために送り込んだ魔空監獄獄長アシュラーダの化身だった。
帽子と胸の徴章はバード星を表している。
- 当初はコム長官に化けているという展開も考えられていたが、その方向へ広げていくと子供にとってわからないことが増えるため、後述のように大葉が一人三役をやることとなった。

### レジェンド
バトルケニア、デンジブルー共にギャバンを演じる大葉が演じた戦士で、劇中でも「同じ顔」と言われているが、鎧には区別が出来ていた。劇中では合成により、2人および3人の大葉が同一画面に登場するシーンがある。バトルケニアキーとデンジブルーキーを使えば魔空空間への扉を開けることをゴーカイジャーに教えた。エンディングでは天の声に導かれ、自分たち3人の同時変身を見たことがないかつての子供たちのために、レンジャーキーを受け取り烈と同時変身をした。また2名とも烈とは面識があり、烈は両者を「先輩」と呼んでいた。
曙 四郎（） / バトルケニア
エゴスと戦ったバトルフィーバー隊のメンバー。『海賊戦隊ゴーカイジャー』本編第44話に続いての登場だが、この時点ではサンタクロースに扮してゴーカイジャーに自身の正体を明かしていなかったため、今回が初対面となる。鎧によると「サバンナの香り」がするらしい。

青梅 大五郎（） / デンジブルー
ベーダー一族と戦った電子戦隊デンジマンのメンバー。『ゴーカイジャー ゴセイジャー スーパー戦隊199ヒーロー大決戦』に続いての登場。鎧によると「アンパンの香り」がするらしい。先輩戦士である曙には敬語で話す。

### 宇宙帝国ザンギャック
アシュラーダ
ザンギャックの魔空監獄・獄長。かつてギャバンに滅ぼされた宇宙犯罪組織マクーの首領ドン・ホラーの血を引いており、魔空空間や魔空都市を操ることが可能で、その力を増大させて地球を手に入れようとする。宇宙警察を乗っ取り、ゴーカイジャーの抹殺を使命とする。肩のドリルが展開することで現れる阿修羅のような6本の腕を持ち、伸縮自在な腕で複数の敵を攻撃可能。等身大戦ではゴーカイジャーを一度は圧倒するが、色つながりによる豪快チェンジによる猛攻で逆に圧倒され、ゴーカイブラスト&スラッシュスペシャルを受けて敗北し、巨大戦でも豪獣ゴーカイオーを圧倒するが、カンゼンゴーカイオーと電子星獣ドルの2大マシンのドルゴーカイファイヤーに両肩の腕を破壊され、最期はギャバンマーベラスダイナミックを受けて倒された。
- デザインは篠原保が担当した。当初は宇宙警察の名を騙る宇宙警察の裏切り者という設定であったため、『宇宙刑事ギャバン』のハンターキラーをイメージしてデザインされ、ハンターキラーそのままの配色となっている。体躯は少年漫画の中ボスのような厳つい感じの見た目を意識しており、後からドン・ホラーの血族という設定が追加されたため、ドン・ホラーにシルエットを近づけている。6本腕は展開時のデザインが別に描かれ、コマ状の肩の基部に腕が等間隔に付いていたが、それでは一度に全ての腕を前に出せないことから、後方に肩を展開する処理となり、部分的に寄りは造形で対応し、あとはCGIで動かしている。
- 声はウィーバル役の佐野史郎ではなく別の俳優を起用するという案も存在したが、一体感を出すために佐野が引き続き演じた。

ギャバンブートレグ
アシュラーダが宇宙警察とザンギャックの技術を融合し、ギャバンの技・能力などをコピー・バージョンアップして造り上げた最強のロボット戦士。劇中では一言も声を発していない。
スペック上では本物のギャバンを上回る戦闘能力を誇り、鞭としても使えるブートレグブレードやレーザー銃ブートレグレーザーガンを所持する。アシュラーダの一声で魔空空間や魔空都市を発生させることも可能。その能力を駆使して、一度は本物を魔空空間に捕らえ、ゴーカイレッドを変身解除に追い込むほどの戦闘力を発揮するも、本物との再戦時には「ただ能力だけを複製したブートレグが、人間の心を持った俺に勝てるわけがない！」と怒るギャバンのギャバンダイナミックに敗北する。
ブートレグとは海賊版の意。
漫画『宇宙刑事ギャバン 黒き英雄』では、同作エピローグで流出したブラックブートレグとの関連性が示唆されている。ギャバンブートレグの両手甲には暁黒システムを思わせる装置が見える。

#### 魔空都市の怪人
エルダー
かつてゴーカイジャーと戦ったスニークブラザースの兄。『海賊戦隊ゴーカイジャー』本編第8話での戦いで空の彼方へ飛ばされており、今回再登場。ゴーカイジャーに倒された弟のヤンガーの復讐のために、妹のシスター始め、他の兄弟を引き連れて現れる。しかし、最後はシスター共々、ライジングストライクによって魔空監獄共々粉砕された。

シスター
エルダーが連れてきたスニークブラザースの妹。ヤンガーと同様に肥大化の強化改造手術を施されている。裏表が激しい性格。最後はライジングストライクによって魔空監獄共々粉砕された。

惑星のモンス・ドレイク、ビッグフットの筋グゴン、10サイのロボゴーグ
かつて天装戦隊ゴセイジャーと戦った悪しき魂で、それぞれ宇宙虐滅軍団ウォースター、地球犠獄集団・幽魔獣、機械禦鏖帝国マトリンティスの首領・幹部たち。魔空空間内の4階に出現した魔空都市の幻影怪人であり、ロボゴーグ→筋グゴン→モンス・ドレイクの順に姿を変えながら、ゴセイジャーに豪快チェンジしたゴーカイレッド、ゴーカイピンクと戦う。最後はモンス・ドレイクの姿で、ライジングストライクによってエルダー、シスターおよび魔空監獄共々粉砕された。

### 魔空監獄の囚人たち
かつては歴代のスーパー戦隊と敵対している時期もあった者たち。改心したり悪事から手を引いたりしたことが原因でザンギャックの不興を買い、投獄されている。ゴーカイジャーの手により脱獄した。また彼らの他にも名称不明の囚人たちもいたが、共に脱獄している。
ヤツデンワニ
かつて邪命体（侵略の園）エヴォリアンに生み出されながらも、爆竜戦隊アバレンジャーの仲間になったトリノイド。僅か一年で恐竜やを大企業にしてその社長になるなど、人間社会で異例の出世コースを歩んでいた。相変わらず女好きは継続しており、今回はルカとアイムに求愛をする。
- 監督の中澤祥次郎によると、ヤツデンワニ役の津久井教生には台本を渡しておらず、すべてアドリブで喋っているとのこと。

妖幻密使バンキュリア
かつて魔法戦隊マジレンジャーと戦った地底冥府インフェルシアの女スパイ。ジョーにしつこく迫る。

幻のゲッコウ、風のシズカ
かつて轟轟戦隊ボウケンジャーと戦ったネガティブシンジケートの1つ、ダークシャドウの頭領とくノ一。シズカは写真集を出しており、ハカセに「牢屋から出してくれたらデートしてあげる」と言い、彼に迫る。ゲッコウは鳥籠の中に閉じ込められており、鎧に自分がフクロウの姿になった理由を話した。

バエ
『獣拳戦隊ゲキレンジャー』に登場した激獣フライ拳の使い手。ゲキバイオレットこと深見ゴウと共に旅をしていたが今回は単独で登場。虫籠の中に閉じ込められていた。

害地大臣ヨゴシュタイン、害気大臣キタネイダス、害水大臣ケガレシア
かつて炎神戦隊ゴーオンジャーと戦った蛮機族ガイアークの三大臣。悪事から手を引いていたが、それが気に入らなかったとの理由でザンギャックに囚われる。ケガレシアはハカセに迫り、風のシズカと取り合う。
3人とも既に死亡していたが、『侍戦隊シンケンジャーVSゴーオンジャー 銀幕BANG!!』で三途の川の底から一度引き上げられたため、頭に天冠が着いている。

ジェラシット
詳しくは「海賊戦隊ゴーカイジャー#ジェラシット」を参照。

### 謎の存在
天の声
エンディングでどこからともなく一条寺烈・曙四郎・青梅大五郎に語りかけ、子供たちに披露するための3人同時変身を促す謎の声。
- この演出は『宇宙刑事スペシャル 3人の宇宙刑事 ギャバン シャリバン シャイダー大集合!!』における3大宇宙刑事同時変身のパロディである。劇中の世界において声の主がどのような存在であるかは何の説明もない。天の声役の関智一は後に『ゴーカイジャー』第49話で「宇宙最大のお宝」を演じるにあたって「あの声の主はお宝ではないか」と推測し、本作品でのイメージを継続して演技した。

## 映画新規必殺技
ゴーカイブラスト&スラッシュ+シューティングスター
ゴーカイブラスト&スラッシュにゴーカイシルバーのゴーカイシューティングスターを合体させたゴーカイジャー6人の合体技。技名の呼称はなし。

ドル&カンゼンゴーカイオー
電子星獣ドルの上にカンゼンゴーカイオーが騎乗した状態。
必殺技は電子星獣ドルのドルファイヤーとカンゼンゴーカイオーのカンゼンミサイルを同時に放つドルゴーカイファイヤー。

ギャバンマーベラスダイナミック
ギャバンのギャバンダイナミック、ゴーカイレッドのゴーカイスラッシュ、カンゼンゴーカイオーのカンゼンドリルとの合体必殺技。

## 用語
魔空監獄（）
復活させた魔空空間に存在する、2万6千年に渡り1人の脱獄者も出していない鉄壁の要塞監獄（即ちマクー創設時から存在している）。2階に牢獄フロア、3階に魔空都市があり、最上階にギャバン/一条寺烈を幽閉したほか、かつてスーパー戦隊と戦いながらも悪から足を洗った者たちも投獄されていた。

## キャスト
過去のスーパー戦隊シリーズで同名のキャラクターを演じた俳優には原典作品名を付記する。
- キャプテン・マーベラス / ゴーカイレッド - 小澤亮太
- ジョー・ギブケン / ゴーカイブルー - 山田裕貴
- ルカ・ミルフィ / ゴーカイイエロー - 市道真央
- ドン・ドッゴイヤー（ハカセ） / ゴーカイグリーン - 清水一希
- アイム・ド・ファミーユ / ゴーカイピンク - 小池唯
- 伊狩鎧 / ゴーカイシルバー - 池田純矢
- バスコ・タ・ジョロキア - 細貝圭
- 幼いマーベラス - 濱田龍臣
- SPECIAL THANKS
  - ケガレシア - 及川奈央 - 『炎神戦隊ゴーオンジャー』
  - 風のシズカ - 山崎真実 - 『轟轟戦隊ボウケンジャー』
- ウィーバル / アシュラーダ - 佐野史郎
- 一条寺烈 / ギャバン、曙四郎 / バトルケニア、青梅大五郎 / デンジブルー（3役） - 大葉健二 - 『宇宙刑事ギャバン』、『バトルフィーバーJ』、『電子戦隊デンジマン』

### 声の出演
- ナビィ - 田村ゆかり
- ナレーション - 関智一
- 炎神マッハルコン - 平田広明
- アクドス・ギル - 小川真司
- インサーン - 井上喜久子
- ダイランドー - 江原正士
- エルダー - 千葉繁
- シスター - 加藤英美里
- ジェラシット - 櫻井孝宏
- サリー - 大村亨
- レッドバスター - 鈴木勝大 - 『特命戦隊ゴーバスターズ』
- ブルーバスター - 馬場良馬 - 『特命戦隊ゴーバスターズ』
- イエローバスター - 小宮有紗 - 『特命戦隊ゴーバスターズ』
- SPECIAL THANKS
  - テンソウダーの声 - 沢木郁也 - 『天装戦隊ゴセイジャー』
  - ヨゴシュタイン - 梁田清之 - 『炎神戦隊ゴーオンジャー』
  - キタネイダス - 真殿光昭 - 『炎神戦隊ゴーオンジャー』
  - バエ - 石田彰 - 『獣拳戦隊ゲキレンジャー』
  - 幻のゲッコウ - 銀河万丈 - 『轟轟戦隊ボウケンジャー』
  - バンキュリア - 渡辺美佐 - 『魔法戦隊マジレンジャー』
  - ヤツデンワニ - 津久井教生 - 『爆竜戦隊アバレンジャー』

### スーツアクター
- ゴーカイレッド[27][28] - 福沢博文
- 押川善文
- ゴーカイイエロー[29] - 蜂須賀祐一
- ゴーカイグリーン[30] - 竹内康博
- 神尾直子
- ジェラシット[31] - 佐藤太輔
- ギャバン[出典 8] - 浅井宏輔
- キタネイダス[35] - 日下秀昭
- 岡元次郎
- おぐらとしひろ
- 大林勝
- ギャバンブートレグ[出典 9] - 大藤直樹
- ヨゴシュタイン[35] - 清家利一
- 村岡弘之
- 的場耕二
- 橋本恵子
- 橋口未和
- 田中宏幸
- 今井靖彦
- 坂本隆
- 金田進一
- 蔦宗正人
- 石井靖見
- 高橋玲
- 五味涼子
- 岡田貴善
- 細川晃弘
- 村井亮
- 玄也
- 藤井祐伍
- 藤田慧
- 高田将司
- 横田遼
- 岡田和也
- 白崎誠也
- 大岩剣也
- 中野高志
- 片伯部浩正
- 寺本翔悟
- 渡辺隼斗
- 神前元
- 徳田忠彦
- 日南田顕久
- 井口尚哉
- 優光
- 中田裕士
- 小玉百夏
- 八島祥平
- 水野由香利
- つちださゆり
- 矢部敬三
- 中村博亮
- 金子起也

## スタッフ
- 製作 - 平城隆司（テレビ朝日）、福原英行（東映ビデオ）、鈴木武幸（東映）、松田英史（東映エージェンシー）、木下直哉（木下工務店）
- 企画 - 桑田潔（テレビ朝日）、日達長夫（東映ビデオ）、香月純一（東映）、小川政則（東映エージェンシー）、沖村佳昭（木下工務店）
- エグゼクティブ・プロデューサー - 杉山登（テレビ朝日）、加藤和夫（東映ビデオ）、疋田和樹（東映エージェンシー）
- プロデューサー - 佐々木基（テレビ朝日）、中野剛（東映ビデオ）、宇都宮孝明・大森敬仁（東映）、矢田晃一・深田明宏（東映エージェンシー）
- 原作 - 八手三郎、石ノ森章太郎(石森章太郎プロ)
- 監督 - 中澤祥次郎
- 脚本 - 荒川稔久
- 音楽 - 山下康介、渡辺宙明
- 撮影 - 松村文雄
- 照明 - 柴田守
- 美術 - 大谷和正
- 編集 - 佐藤連
- 録音 - 伝田直樹(BULL)
- 整音 - 小林喬
- 音響効果 - 小川広美(大泉音映)、桑原秀綱(SoundRound)
- MA・選曲 - 宮葉勝行
- スクリプター - 渋谷康子
- 助監督 - 荒川史絵
- 製作担当 - 小林智裕
- プロデューサー補 - 望月卓(東映)
- 視覚効果 - 沖満
- キャラクターデザイン - 韮沢靖、篠原保、酉澤安施、さとうけいいち、K-SuKe
- 摩空監獄デザイン - 野口竜
- ドルビーデジタル・コンサルタント - 河東努(コンチネンタルファーイースト株式会社)
- 技術協力 - 東映デジタルセンター、東映ラボ・テック、西華デジタルイメージ株式会社、RED DIGITAL CINEMA SHOT ON RED、五藤テレスコープ、UPSIDE、BULL、SAM(Quantel Rio)、NKL、M・SOFT、Grass Valley、enRoute
- アクション監督 - 石垣広文（ジャパンアクションエンタープライズ）、福沢博文（ゴーバスターズ登場シーン）
- 特撮監督 - 佛田洋

## 音楽
主題歌「JUMP」
作詞：岩里祐穂 / 作曲：持田裕輔 / 編曲：Project.R（籠島裕昌） / 歌：松原剛志、串田アキラ
挿入歌
「海賊戦隊ゴーカイジャー」
作詞：岩里祐穂 / 作曲：持田裕輔 / 編曲：Project.R（籠島裕昌） / 歌：松原剛志 （Project.R） / コーラス：ヤング・フレッシュ、Project.R
「宇宙刑事ギャバン」
作詞：山川啓介 / 作曲：渡辺宙明 / 編曲：馬飼野康二 / 歌：串田アキラ

## 他媒体展開

### 映像ソフト化
2012年3月21日発売。Blu-rayとDVDでのリリース。
- 海賊戦隊ゴーカイジャーVS宇宙刑事ギャバン THE MOVIE 通常版（1枚組）
  - 映像特典
    - 特報・劇場予告編集
    - PR集
    - ノンスーパーED
- 海賊戦隊ゴーカイジャーVS宇宙刑事ギャバン THE MOVIE コレクターズパック（2枚組）
  - ディスク1：本編ディスク（通常版と同様）
  - ディスク2：特典DVD
    - メイキング
    - 完成披露試写会プレイベント
    - 完成披露試写会舞台挨拶
    - 大葉健二VS串田アキラ トークイベント
    - 公開初日舞台挨拶
    - ゴーカイトーク
    - ゴーカイファイル
    - 宇宙帝国ファイル
    - ゴーカイギャラリー
    - ポスタービジュアル

  - 初回限定特典
    - メタルカード2枚セット

### 漫画作品
宇宙刑事ギャバン 黒き英雄
本作品オリジナルキャラクター・ギャバンブートレグのプロトタイプとなるブラックブートレグが登場。

### 小説作品
宇宙刑事ギャバン THE NOVEL
本作品オリジナルキャラクター・アシュラーダが名前のみ登場。